# آلفرد اشر
آلفرد اشر، (به آلمانی: Alfred Escher) (زاده ۲۰ فوریه ۱۸۱۹ – درگذشته ۶ دسامبر ۱۸۸۲) کارآفرین، سیاست‌مدار و مدیر ارشد اجرایی سوئیسی بود، که بنیانگذار شرکت‌ها و موسساتی چون کردیت سوئیس، سوئیس لایف، انستیتو تکنولوژی فدرال زوریخ، راه‌آهن شمال شرقی سوئیس و راه‌آهن گوتهارد می‌باشد.